# Eric García
Eric García Martret, född 9 januari 2001 i Barcelona, är en spansk fotbollsspelare som spelar för Barcelona.

## Karriär
Den 1 juni 2021 värvades García av Barcelona, där han skrev på ett femårskontrakt.